# Constantin Muller
Constantin Muller este un fost senator român în legislatura 1996-2000 ales în județul Caraș-Severin pe listele partidului PNL.
Constantin Muller a fost membru în grupul parlamentar de prietenie cu Republica Coreea. 